# 嵐からの隠れ場所
「嵐からの隠れ場所」（原題： Shelter from the Storm）、ボブ・ディランの15枚目のアルバム『血の轍』（1975年）に収録された楽曲。
1974年9月17日にコロムビア・レコードのA＆Rレコーディング・スタジオ（ニューヨーク）で録音された。
1976年9月発売のライブ・アルバム『激しい雨』にライブ・バージョンが収録されている（録音は同年5月16日、5月23日）。また、1978年に日本で先行発売された『武道館』にも収録されている。

## カバー・バージョン
- ジミー・ラフェイブ - 『Austin Skyline』（1992年）に収録。
- マンフレッド・マンズ・アース・バンド - 『Soft Vengeance』（1996年）に収録。
- カサンドラ・ウィルソン - 『ベリー・オブ・ザ・サン』（2002年）に収録。
- ソウル・フラワー・ユニオン - 『ラヴ・プラスマイナス・ゼロ』（2002年）に収録。
- スティーブ・アディー - 『All Things Real』（2006年）に収録[3]。

## 映画での使用
- トム・クルーズ主演の『ザ・エージェント』（1996年）に別バージョンが挿入歌として使用された。このバージョンはサウンドトラック盤と『ザ・ベスト・オブ・ボブ・ディラン』（1997年）に収録されている。
- 『ヴィンセントが教えてくれたこと』（2014年）のエンドロールでビル・マーレイが本作品をウォークマンで聴きながら歌う。
- マイケル・ファスベンダー主演の『スティーブ・ジョブズ』（2015年）のエンドロールで流れる。